# 퇴마전설
《퇴마전설》(退魔傳說)은 대한민국의 비디오 게임 제작 기업 트리거소프트에서 1998년 출시한 RPG 비디오 게임이다. 1999년, "이달의 우수 게임"을 수상하였다.
2000년 10월 퇴마전설을 온라인 게임으로 바꾼 슬레이어를 서비스하기 시작했다.

## 등장인물
- 이림: 신라계 검사
- 쿠사: 일본계 마법사
- 레닝: 중국계 궁수

## 같이 보기
- 퇴마전설 2